# Бьёрндален, Даг
Даг Бьёрндален (норв. Dag Bjørndalen; 2 апреля 1970, Драммен) — норвежский биатлонист, ныне — тренер сборной Бельгии по биатлону. Старший брат 8-кратного олимпийского чемпиона Уле-Эйнара Бьёрндалена. Именно выступления Дага побудили Уле-Эйнара попробовать себя в биатлоне.
Выступал за клуб Simostranda IL. Чемпион Норвегии (эстафета — 1997, 1998, 10 км — 1999, 20 км — 1999), серебряный призёр (1992, 1994, 1996 — эстафета, 1993, 1998 — 10 км, 1996 — 20 км), бронзовый призёр (1989, 1995, 2004 — эстафета, 1996, 2003 — 10 км, 1998 — гонка преследования 12,5 км).
Сын Даг-Сандер также занимается биатлоном.

## Достижения
В 1995 году на чемпионате мира завоевал золото в командной гонке совместно с Фруде Андресеном, Хальвардом Ханевольдом и Йоном-Оге Тюллумом. В 1997 году, Даг завоевал серебро в спринте первого этапа в Лиллехаммере. Позднее успешно выступил в эстафетной гонке на чемпионате мира по биатлону в Осрбли, заняв второе место. На Олимпиаде 1998 года в Нагано также завоевал серебро в мужской эстафете. На ЧМ-1999 взял свою последнюю награду — это была эстафетная бронза.